# Auguste Van De Verre
Auguste Van De Verre was een Belgisch boogschutter.

## Levensloop
Hij verzamelde twee olympische medailles op de Olympische Spelen van 1920 in Antwerpen. Met het Belgisch team behaalde hij er goud in de onderdelen 'vast vogeldoel, grote vogel' (score van 31) en 'kleine vogel' (score van 25). Naast Van De Verre bestond het team uit Firmin Flamand, Louis Van de Perck, Joseph Hermans, Edmond Cloetens en Edmond Van Moer.